# Millerigobius
Millerigobius is een monotypisch geslacht van straalvinnige vissen uit de familie van grondels (Gobiidae). Het geslacht is voor het eerst wetenschappelijk beschreven in 1973 door Bath.

## Soort
- Millerigobius macrocephalus (Kolombatovic, 1891)